# 36-я дивизия НРА
36-я дивизия НРА — кавалерийская дивизия Национально-революционной армии, была создана в 1932 году Гоминьданом. Первым командующим был назначен генерал Ма Чжунъин. Была практически полностью составлена из дунган, они занимали все офицерские должности. Кроме того, в её составе было несколько тысяч уйгуров, которые набирались по призыву. Также известна под названием 36-я дивизия Гоминьдана и 36-я Дунганская дивизия.

## Состав
Командующим дивизией был дунганин Ма Чжунъин, который учился вместе с Чан Кайши в Академии Вампу в Нанькине в 1929 году.
Подбором кадров для дивизии занимался Камаль Кайя Эфенди, турок по национальности, который раньше был военным офицером Османской империи.
1-й бригадой командовал Ма Жулун, 2-й бригадой командовал Ма Шэнгуй.
Кавалерийские полки насчитывали 2000 человек и различались по цвету лошадей — чёрные, белые и гнедые. За кавалерией следовала пехота.
Начальником штаба был генерал Су Чжишоу. Ещё одним командиром 36-й дивизии был Бай Цзыли. Исследователь Питер Флемминг (англ. Peter Fleming) выделяет ещё одного дивизионного генерала, имя которого не сохранилось.
Заместителем командира дивизии был Ма Хушань, который впоследствии дослужился до командира 36-й дивизии.

## Вооружение
Первоначально вооружение состояло из мечей дадао, английских винтовок Ли Энфилд, захваченных советских винтовок, автоматического оружия и лёгкой артиллерии.
Советские винтовки 1930-х годов были захвачены китайскими мусульманами у советских солдат в качестве военных трофеев после военной кампании СССР 1934 года.

## Униформа и знаки различия

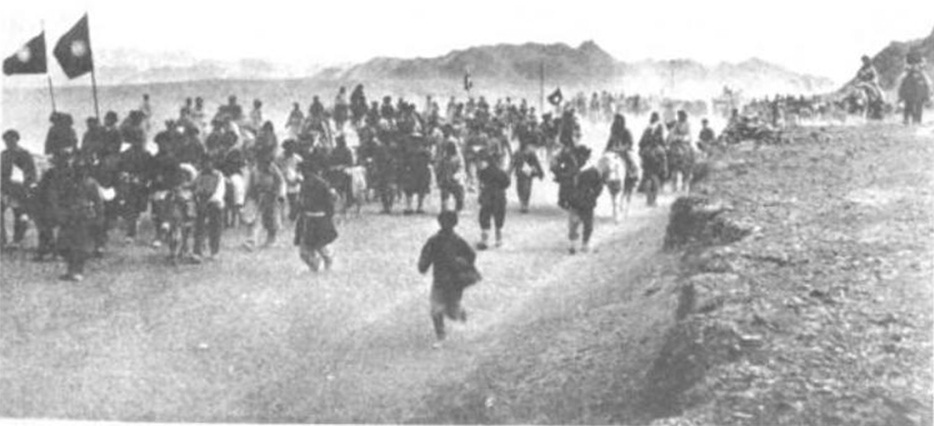
Мусульманские солдаты с развевающимся флагом Гоминьдана. Кумул, Синьцзян

Войска Ма Чжаньцана носили более зелёную униформу. Большинство солдат и офицеров носили нарукавные изображения Гоминьдана, представляющие собой Синее небо и Белое солнце, а также другую подобную атрибутику.

## Подготовка

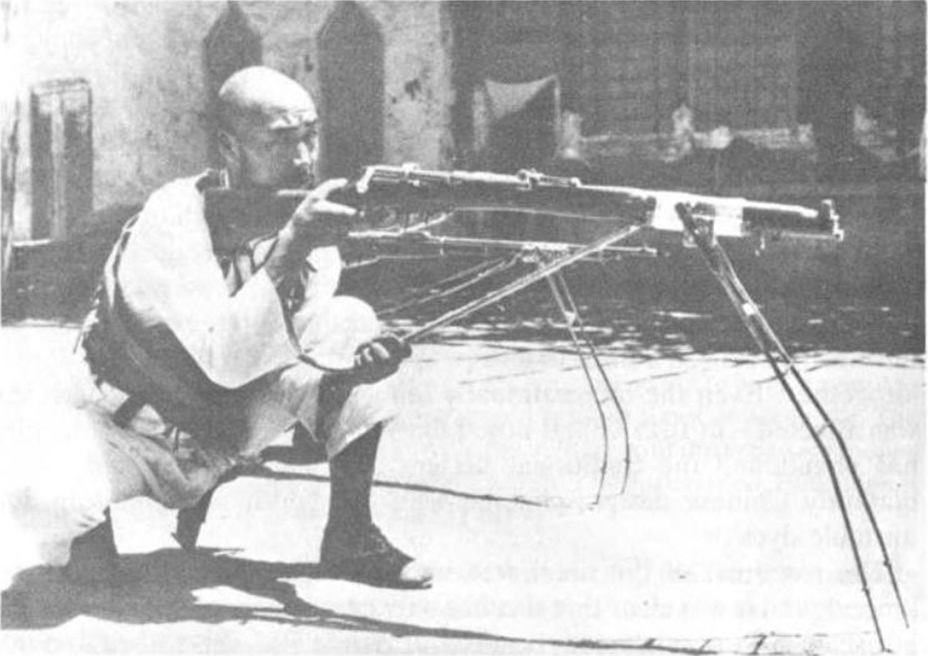
Дунганин из 36-й дивизии с винтовкой во время подготовки

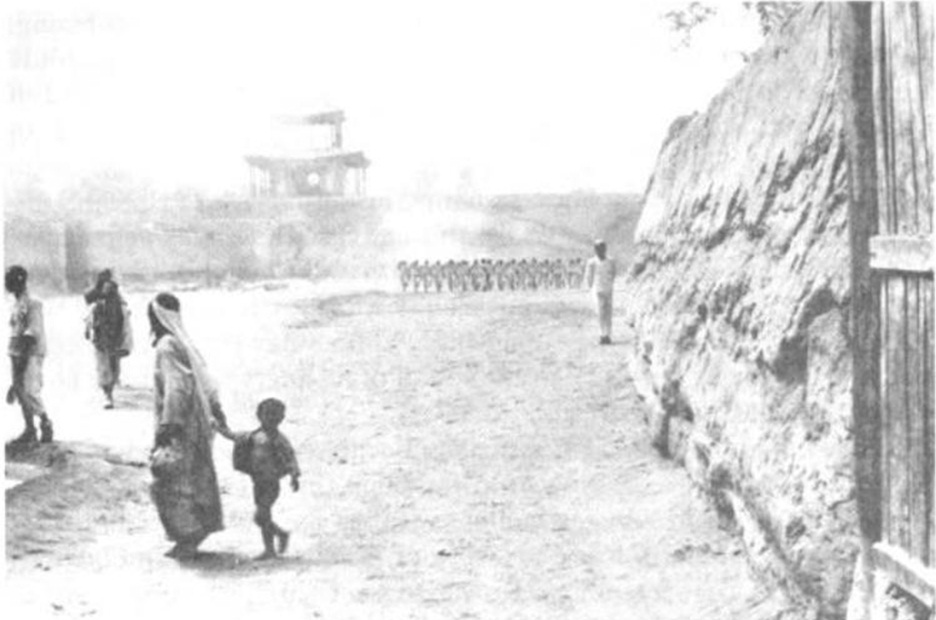
Уйгурская женщина с ребёнком наблюдает за вторжением 36-й дивизии в Хотан, 1937 год

Ма Чжунъин тренировал бойцов при минусовых температурах, также они использовали маскировку. Для тренировок использовали и брусья. Ма Хушань ежедневно практиковал рытьё окопов, которые бы обеспечили оборону при кавалерийских атаках. Исследователь Питер Флеминг отмечает: «Нигде в Китае я не встречал воинские соединения, которые бы уделяли подготовке и тренировкам столько времени».
Китайские мусульмане пели на марше собственные песни, а Ма Чжунъин при себе имел фисгармонию, на которой часами мог играть марши и гимны. Также при себе он постоянно имел пистолет Mauser. К личностям, которыми он восхищался, Ма Чжунъин относил Чингисхана, Наполеона, Бисмарка, Гинденбурга и Цзо Цзунтана.

## Синьцзянская война

### Битва при Ярканде
Ма Чжаньцан нанёс поражение уйгурским и афганским добровольцам, которые были посланы королём Афганистана Захир-Шахом. Эмир Абдулла Бугра был убит и обезглавлен, а его голова была выставлена на всеобщее обозрение в мечети Ид Ках.

### Восстание в Чарклыке
Дивизия под командованием Ма Хушаня принимала участие в подавлении восстания уйгуров в оазисе Чарклык.

## Военная администрация
36-я дивизия под руководством Ма Хушаня являлась военной администрацией на территории оазисов южного Синьцзяна. Западные исследователи и путешественники называли её Тунганистан. Ма объявил о поддержке правительства Гоминьдана в Нанькине и отправил туда эмиссаров, которые просили подкрепления в борьбе против провинциального правительства Шэн Шицая и СССР.
По своей сути администрация была колониальной — китайские мусульмане начали размещать знаки и названия на китайском языке, хотя до этого все они были только на уйгурском. Также они принесли с собой китайские порядки, включая кухню и бани. Ислам играл объединяющую роль для различных политических сил, выступавших против Шэн Шицая и Советского Союза.
В 1935 году уйгуры Чарклыка подняли восстание, однако хуэйцы его подавили. Было казнено около 100 человек, а семья его руководителя была взята в заложники.
В Черчене 36-я дивизия реквизировала верблюдов.